# Louis-Émile Durandelle
Louis-Émile Durandelle, né à Verdun le 14 février 1839 et mort à Bois-Colombes le 12 mars 1917 , est un photographe français.
Il est réputé pour ses prises de vues documentaires d'architecture et d'œuvres d'art.

## Biographie
Louis-Émile Durandelle fit équipe avec le photographe Hyacinthe César Delmaet de 1854 à 1862 à Paris au 30-32, chaussée de Clignancourt. Peu après le décès de Delmaet en 1862, le studio de photographie déménage au 22, boulevard des Filles-du-Calvaire, en conservant l'enseigne Delmaet et Durandelle. En 1868, il déménage à nouveau pour le 4, rue du Faubourg-Montmartre. En 1885 Clémence Jacob, veuve Delmaet, deviendra l'épouse de Louis-Émile Durandelle.
L'atelier Delmaet et Durandelle se spécialisa dans la photographie d'architecture, en particulier les chantiers, restaurations et commandes publics (monuments, édifices, ouvrages d'art et d’ingénierie) en France, dans la 2e moitié du XIXe siècle, conduits par de talentueux architectes et ingénieurs : Édouard Corroyer (abbaye du Mont-Saint-Michel, Comptoir d'escompte de Paris), Charles Garnier (Opéra de Paris, villa Bordighera, opéra de Monte-Carlo), Edmond Guillaume (fouilles et substructions du palais du Louvre), Henri Labrouste (Bibliothèque impériale puis nationale), Paul Abadie (basilique du Sacré-Cœur de Montmartre), Gustave Eiffel…
En  1878, fut publié Le Nouvel Opéra de Paris, un travail qui occupa l'atelier Delmaet et Durandelle dix années, à partir de mars 1864. De 1887 à 1889, il documenta l'érection de la tour Eiffel.
Il effectuait presque toujours ses prises de vue en grand format, sur des plaques au collodion, ce qui donne à ses photographies « d'une frappante modernité » — épreuves tirées sur papier albuminé, souvent virées à l'or — une beauté particulière.
Il cède son studio et son fonds photographique à l'un de ses collaborateurs, Paul Joseph Albert Chevojon (1865-1925) et en 1890 il se retire à Colombes avec Clémence qui y meurt en 1892. Il se remarie ensuite en 1910 à Samois-sur-Seine avec Julie-Eugénie Saint-Léger . 
  Louis-Émile Durandelle meurt le 12 mars 1917 à Bois-Colombes.

## Publication et album
- Charles Garnier, Le Nouvel Opéra de Paris, Paris, Librairie générale de l'architecture et des travaux publics Ducher et Cie, 1878, 2 volumes de textes et 6 volumes de planches, 1875-1881. Les deux volumes de textes ont été publiés pour le tome I en 1878, pour le tome II en 1881, les deux volumes in folio de planches gravées et chromolithographies en 1880, et les quatre volumes de photographies : Sculpture ornementale (tome I, 45 planches) en 1875, Statues décoratives (tome II, 35 planches) en 1875, Peintures décoratives (tome III, 20 planches) en 1875, Bronzes (tome IV, 15 planches), en 1876. Textes et planches numérisés : gallica
- Bordighera [1871- 1880] : Album photographique montrant la villa de Charles Garnier à Bordighera et ses environs : 57 photographies (tirages albuminés) contrecollées en plein sur 35 feuillets de carton, dont 44 clichés tirés au format 11, 5 x 16 cm et 13 clichés  tirés au format 18 x 23 cm. L'album s'ouvre sur la villa Garnier, dont une montre la villa en construction, des scènes plus familiales, dont une avec Charles Garnier et sa famille, puis le jardin et sa vaste palmeraie. L'album s'achève avec 22 vues montrant la ville de Bordighera (vues générales et ruelles). Collections Bibliothèque-musée de l'Opéra/BnF.
- Bulletin de la Société française de Photographie, 1879, p. 38; 1880, p. 10; 1881, p. 41; 1883, p. 240.

## Œuvres dans les collections publiques
Au Canada
- Montréal, Centre canadien d'architecture.

Aux États-Unis
- Rochester, George Eastman House.
- Los Angeles, Getty Center.

En France
- Champs-sur-Marne, École nationale des ponts et chaussées.
- Paris :
  - Bibliothèque historique de la ville de Paris.
  - Bibliothèque nationale de France.
  - Cité de l'architecture et du patrimoine, Centre d'archives d'architecture du XXe siècle.
  - Bibliothèque de l'École nationale supérieure des beaux-arts.
  - Bibliothèque de l'hôtel de ville de Paris.
  - Institut national d'histoire de l'art.
  - musée des arts décoratifs, bibliothèque.
  - musée Carnavalet.
  - musée d'Orsay.

Au Royaume-Uni
- Londres, Victoria and Albert Museum.

## Expositions
- Paris, Expositions universelles de 1878, 1882 et 1889.
- L'art en France sous le Second Empire, Philadelphia Museum of Art, du 1er octobre au 26 novembre 1978 ; Detroit Institute of Arts, du 18 janvier au 18 mars 1979 ; Grand Palais (Paris), du 11 mai au 13 août 1979.
- Regards sur la photographie en France au XIXe siècle, 180 chefs-d'œuvre du Département des Estampes et de la Photographie, exposition organisée dans le cadre du Festival d'automne à Paris par la Bibliothèque nationale de France et le Petit Palais du 18 septembre au 23 novembre 1980 ; New York, The Metropolitan Museum of Art, du 18 décembre 1980 au 15 février 1981.
- Photography and Architecture 1839 -1939, Photographie et architecture 1839 - 1939, exposition itinérante organisée par le Centre canadien d'architecture (Montréal), de 1982 à 1984 ; galerie Lempertz Contempora, Cologne, du 15 septembre au 16 octobre 1982 ; The Art Institute of Chicago, du 9 mai au 26 juin 1983 ; Cooper-Hewitt Museum, The Smithsonian Institution's National Museum of Design, New-York, du 26 juillet au 16 octobre 1983 ; Centre Georges Pompidou, Paris, du 22 février au 8 avril 1984 ; Ottawa, The National Gallery of Canada, du 13 septembre au 11 novembre 1984.
- Georges Sirot 1898-1977 : une collection de photographies anciennes, Paris, Bibliothèque nationale de France et Centre national de la photographie, du 15 septembre au 10 novembre 1983.
- Photo Génie, Centre national de la photographie, avec la collaboration de l'École nationale des ponts et chaussées et la participation de la Fondation Kodak-Pathé, École nationale supérieure des beaux-arts de Paris, du 14 septembre au 23 octobre 1983.
- Images et imaginaires d'architecture : dessin - peinture - photographie - arts graphiques - théâtre - cinéma, en Europe Aux XIXe et XXe siècles, Paris, Centre national d'art et de culture Georges Pompidou/Centre de création industrielle, du 8 mars au 28 mai 1984.
- La carrière de l'architecte au XIXe siècle, Paris, musée d'Orsay, du 9 décembre 1986 au 1er mars 1987.
- Des Grands chantiers, hier : photographies, dessin : outils de l'architecte et de l'ingénieur autour 1900, dans les collections de la Bibliothèque administrative de la Ville de Paris, Paris, Musée-galerie de la Seita, du 3 novembre 1988 au 14 janvier 1989.
- L'invention d'un regard 1839-1918 : cent cinquantenaire de la photographie, XIXe siècle, Paris, musée d'Orsay et Bibliothèque nationale de France, du 2 octobre au 31 décembre 1989.
- Les Chefs-d'œuvre de la photographie dans les collections de l'École des beaux-arts, Paris, École nationale supérieure des beaux-arts, du 20 novembre 1991 au 5 janvier 1992.
- Photographie/Sculpture, Paris, palais de Tokyo, Centre national de la photographie et Service culturel du musée du Louvre, du 21 novembre 1991 au 4 avril 1992.
- Charles Garnier : un architecte pour un empire, Paris, École nationale supérieure des beaux-arts, du 26 octobre 2010 au 9 janvier 2011.
- Labrouste (1801-1875) architecte : la structure mise en lumière / Henri Labrouste : structure brought to light, Paris, Cité de l'architecture et du patrimoine, en collaboration avec la Bibliothèque nationale de France et le Museum of modern art de New York, du 11 octobre 2012 au 7 janvier 2013 ; New-York, Museum of modern art, du 10 mars au 24 juin 2013.
- La photographie en cent chefs-d'œuvre, Paris, Bibliothèque nationale de France, site François-Mitterrand, Galerie François 1er, du 13 novembre 2012 au 17 février 2013.
- Louis-Émile Durandelle : la mémoire du Mont Saint-Michel, Paris, bibliothèque du musée des arts décoratifs, du 26 février au 30 avril 2014.
- Paris and its environs - Eugène Atget, Édouard Baldus, Brassaï, Louis-Émile Durandelle, Rémy Duval, Robert Koch Gallery, San Francisco, juillet-septembre 2014.

## Galerie

Sculptures de l'Opéra Garnier à Paris
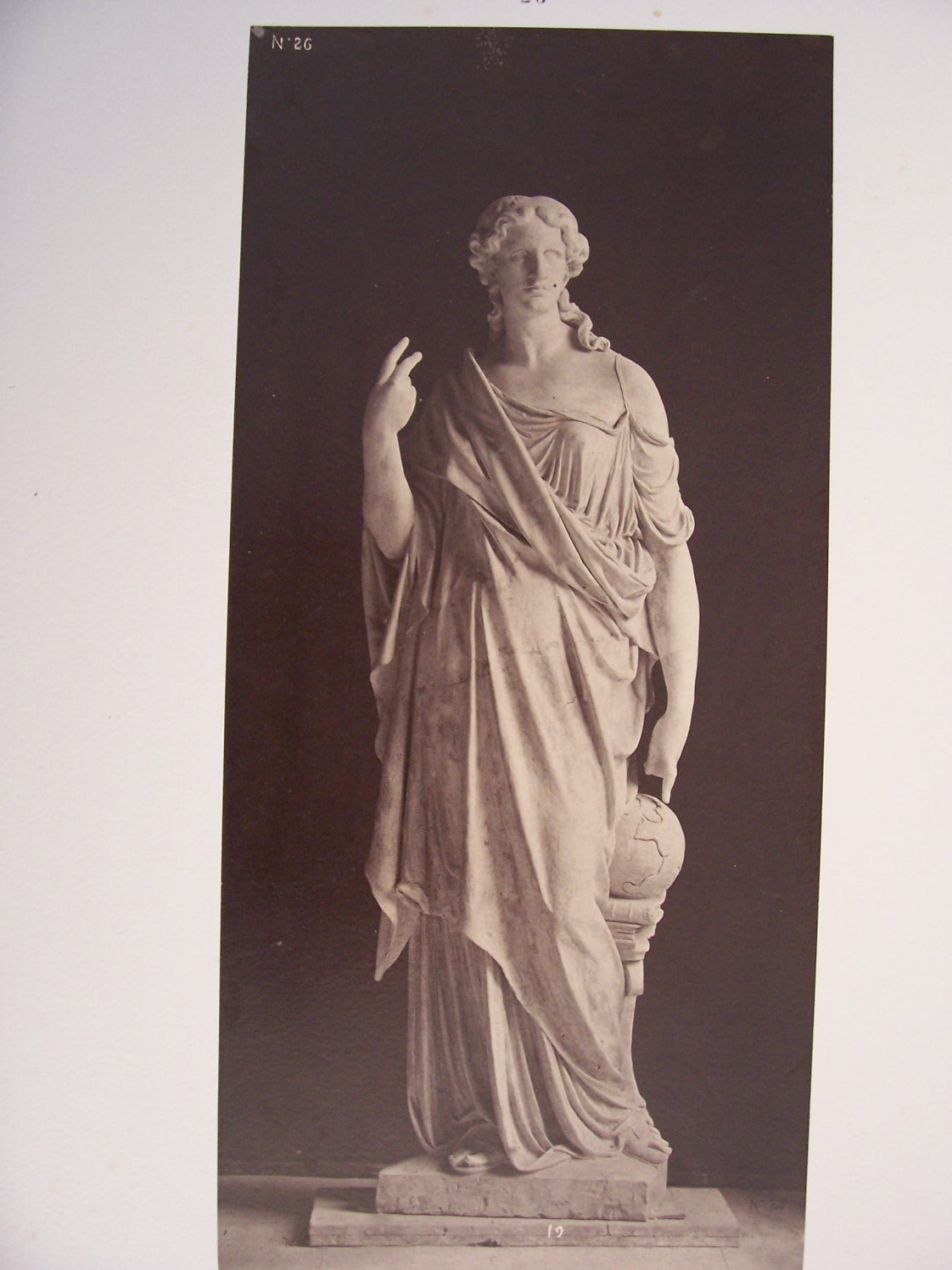
La Science par Jean-Esprit Marcellin.
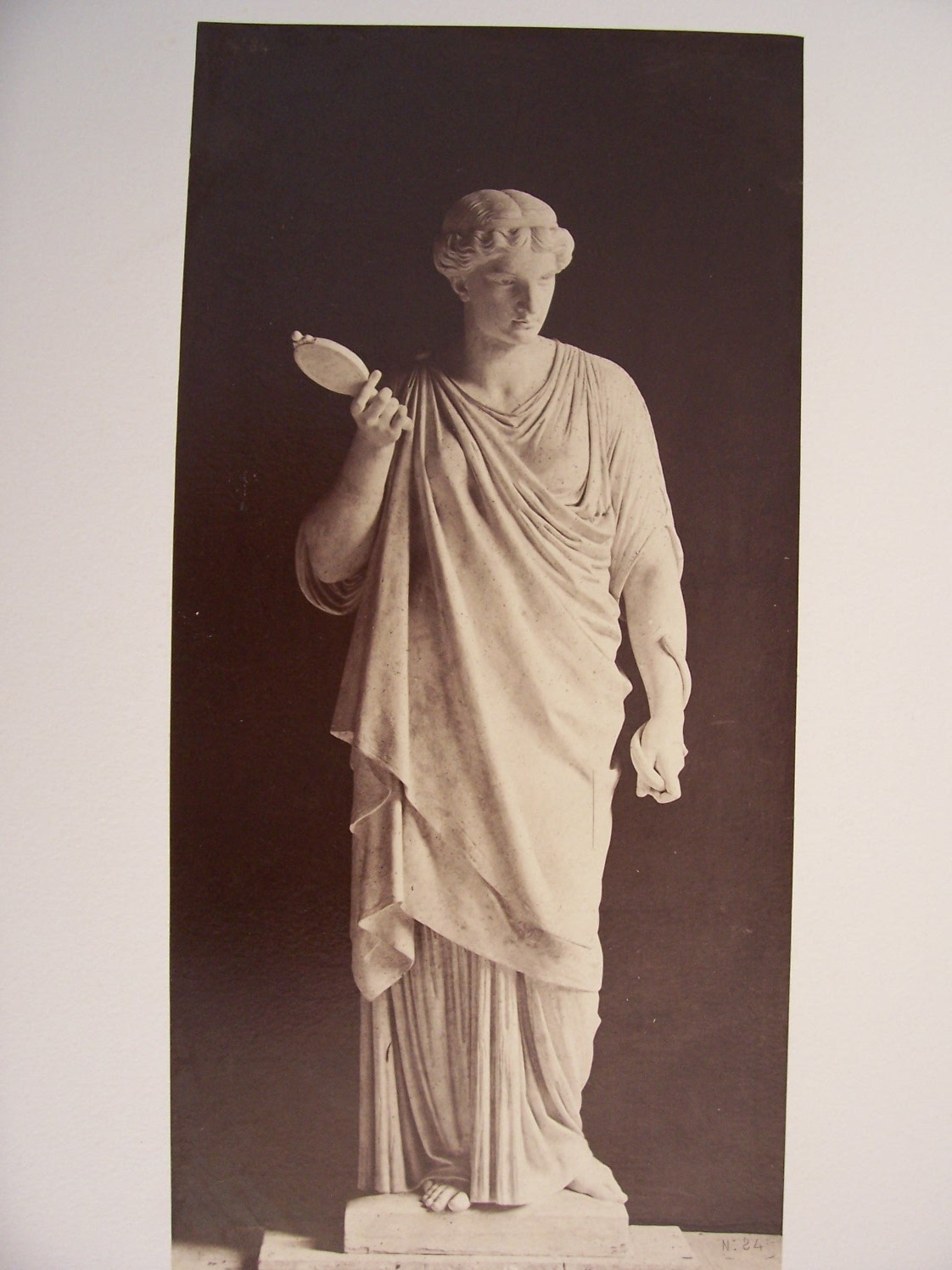
La Prudence par Barthélémy Frison.
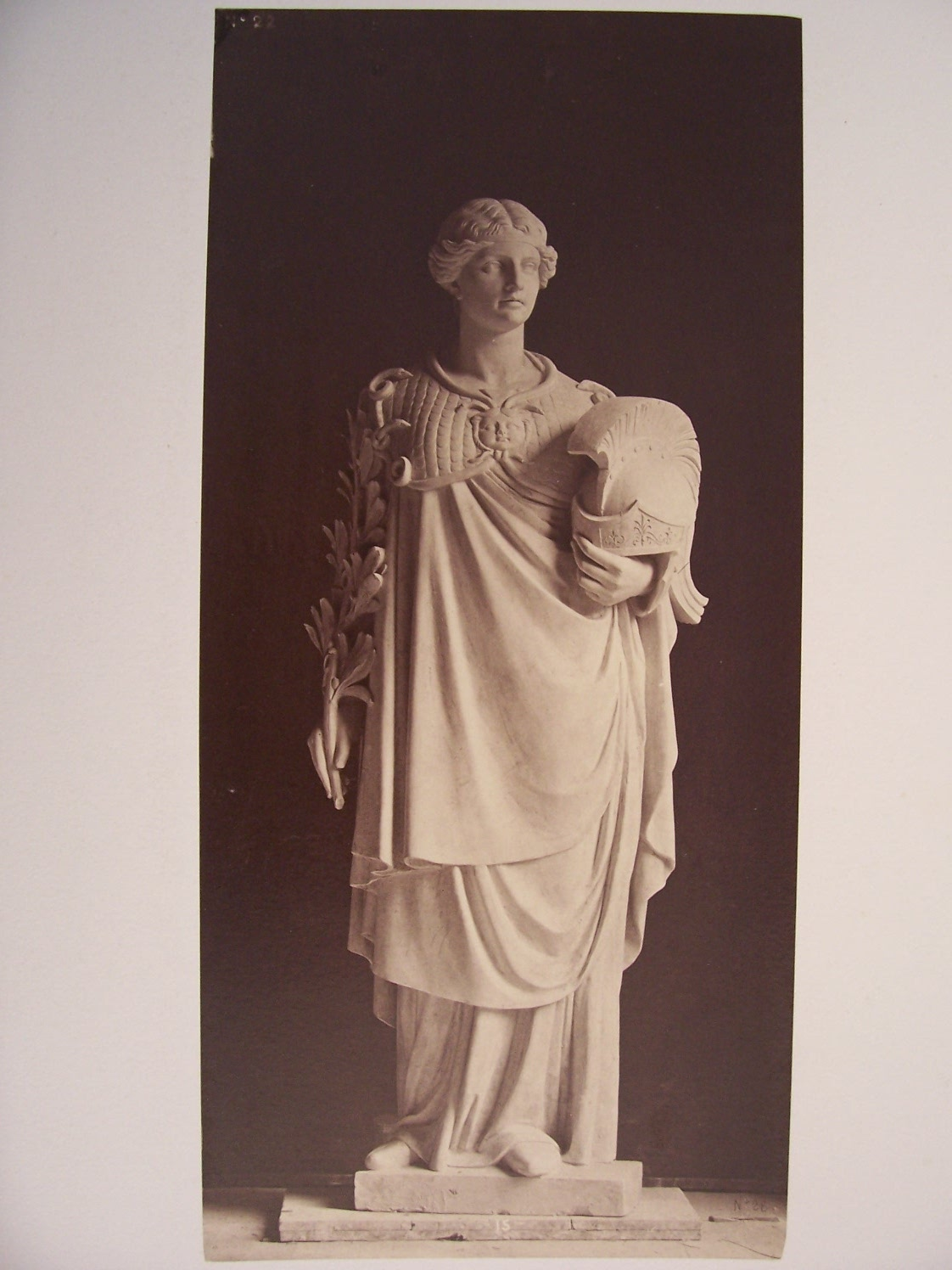
La Sagesse par Ferdinand Taluet.
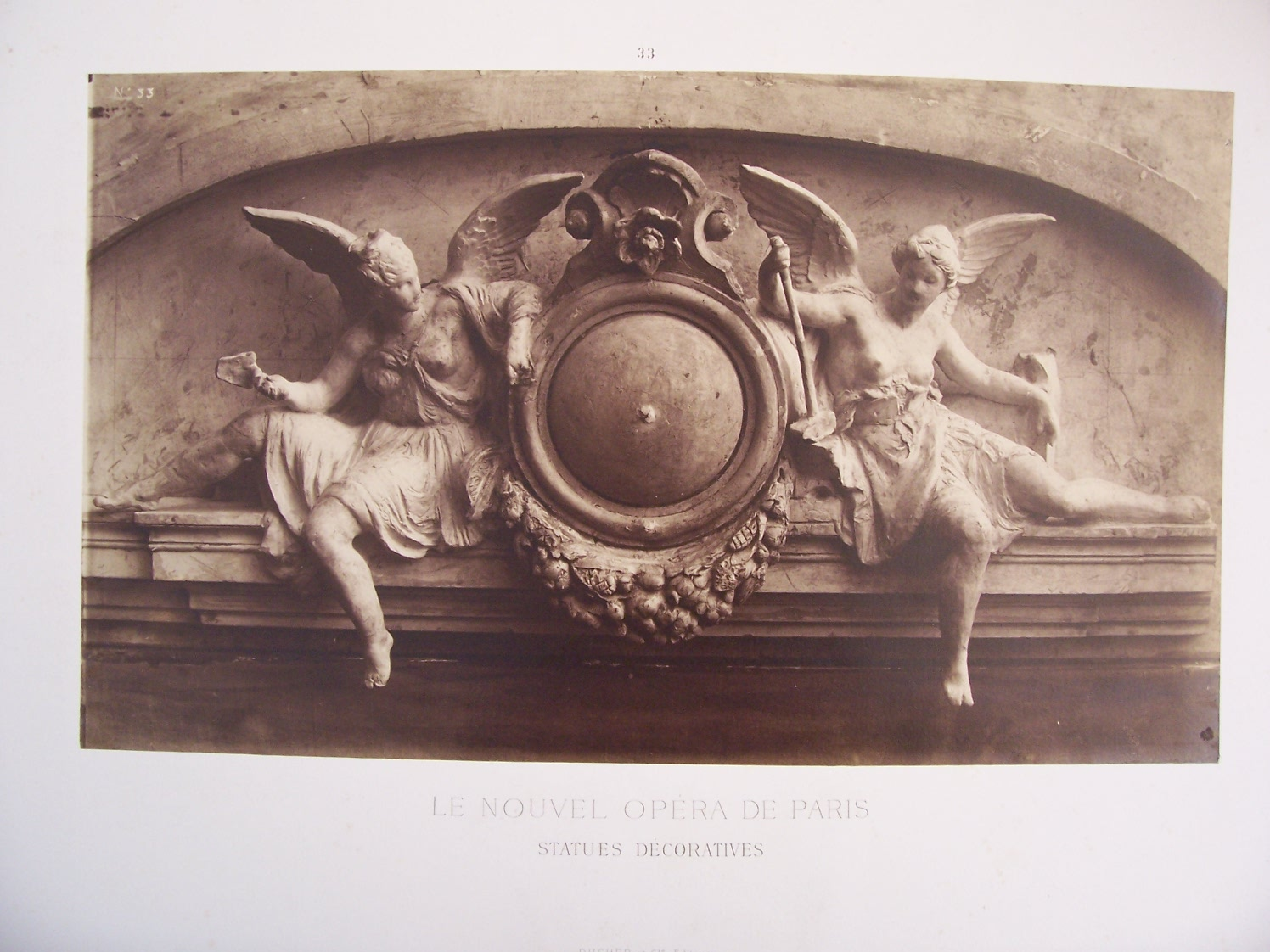
Dessus-de-porte de l'avant-foyer, par Ernest Barrias.

Photographies de chantiers parisiens
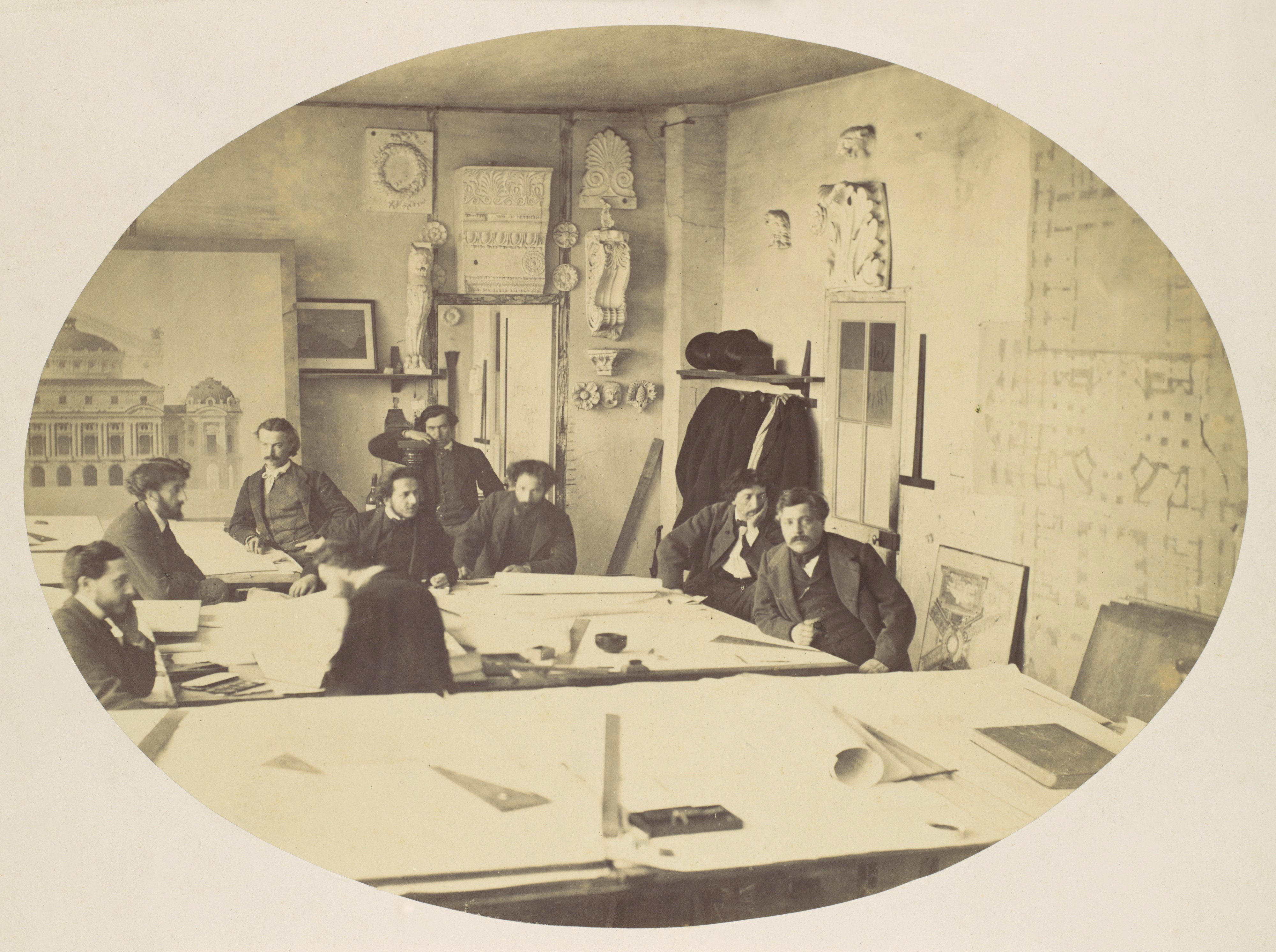
L'agence Garnier sur le chantier de l'Opéra Garnier, vers 1864-1865.
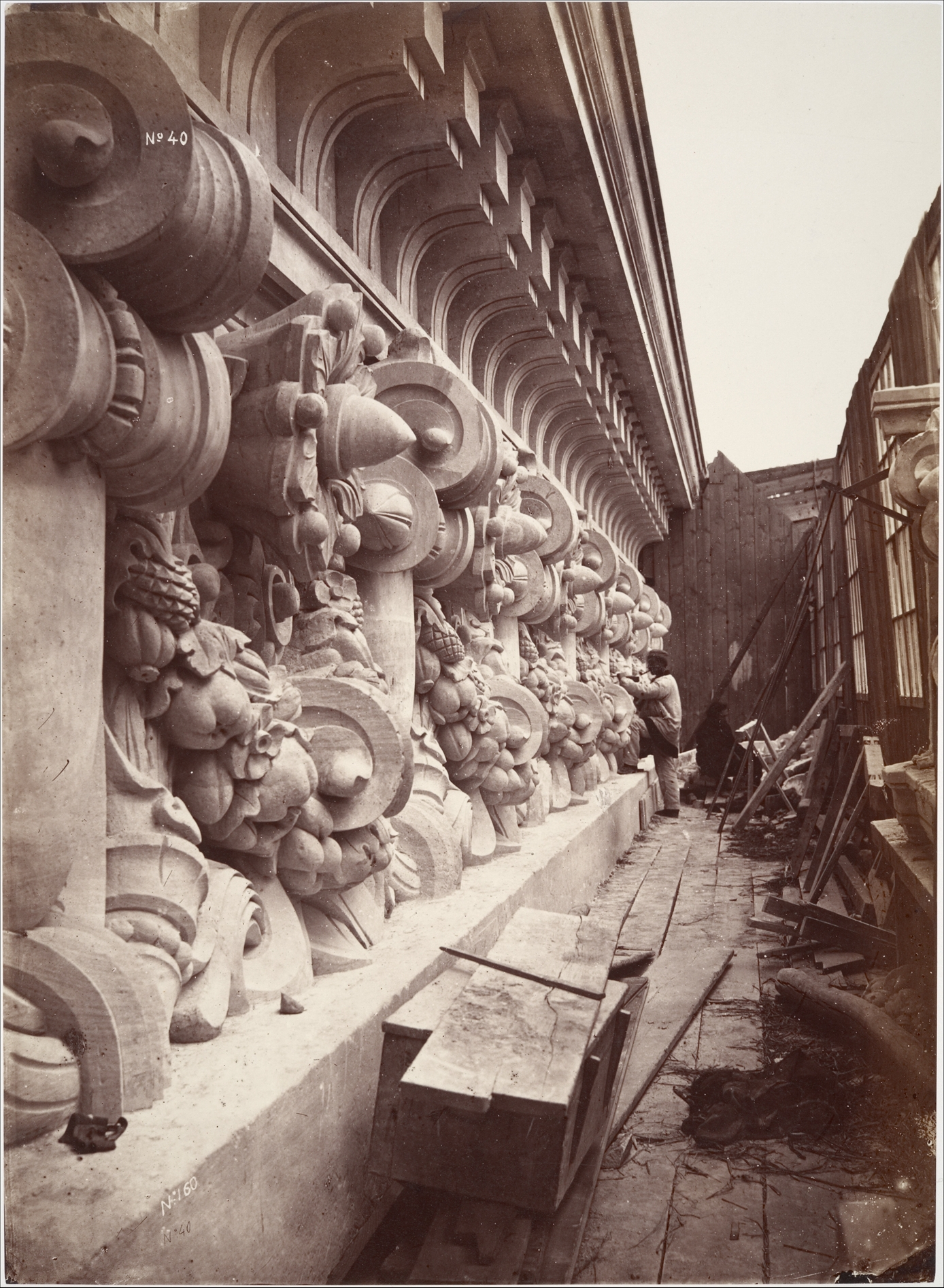
Sculpture de la frise du mur latéral de la scène, chantier de l'Opéra Garnier, vers 1866-1870.
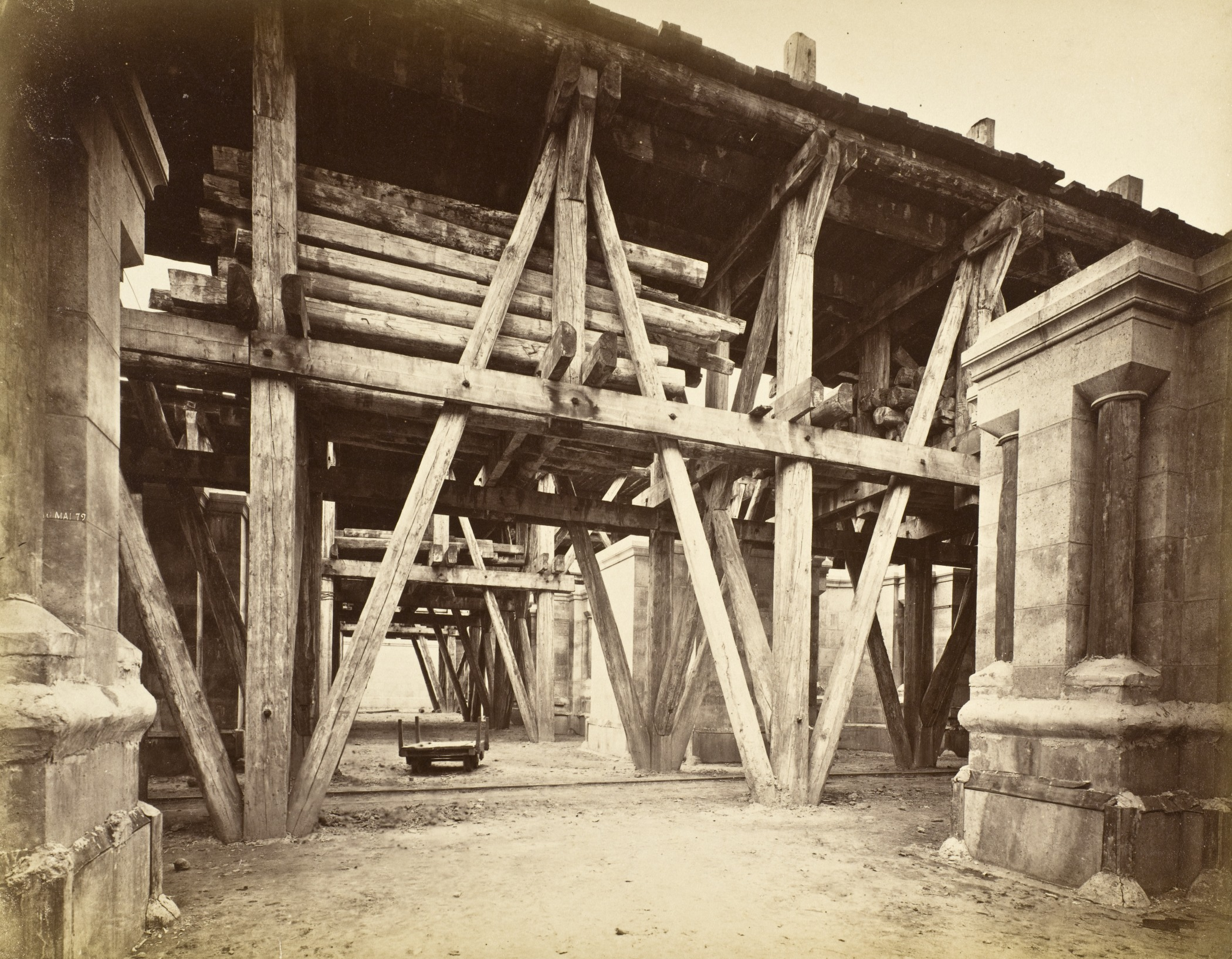
Chantier de l'église du Sacré-Cœur, mai 1879.
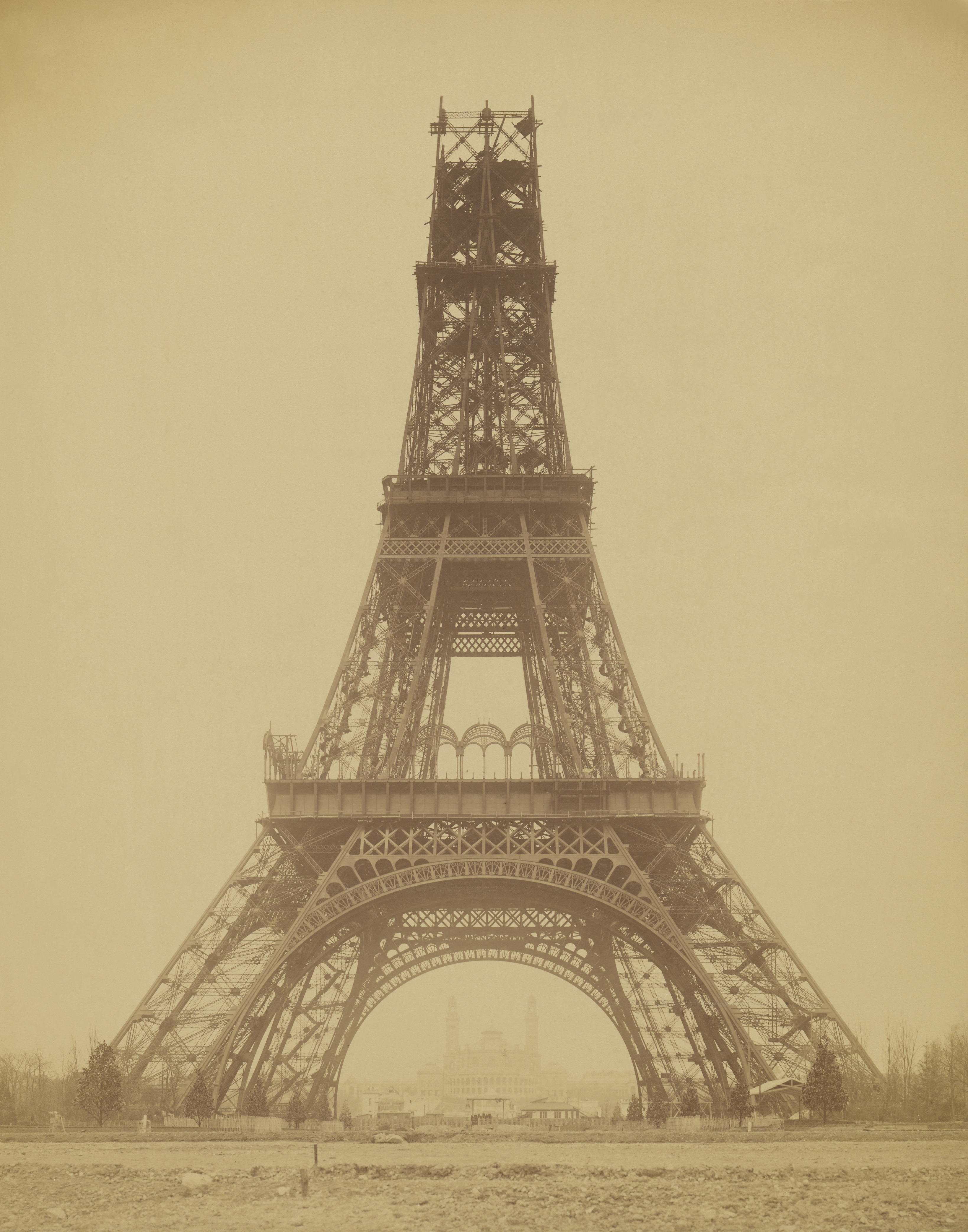
Construction de la tour Eiffel, 1888.